# Green Acres (Kalifornia)
Green Acres – jednostka osadnicza w Stanach Zjednoczonych, w stanie Kalifornia, w hrabstwie Riverside.